# Giancarlo Mazzacurati
Giancarlo Mazzacurati (* 1936 in Padua; † 2. August 1995 in Pisa) war ein italienischer Romanist, Italianist und Komparatist.

## Leben und Werk
Mazzacurati, der aus Neapel stammte, studierte an der dortigen Universität bei Giuseppe Toffanin und Salvatore Battaglia. Er war ab 1970 in Neapel Professor für italienische Literatur, dann ab 1991 an der Universität Pisa.

## Werke

### Zu Lebzeiten
- La crisi della retorica umanistica nel Cinquecento: Antonio Riccoboni, Neapel 1961
- Il problema storico del petrarchismo italiano dal Boiardo a Lorenzo, Neapel 1963
- Pietro Bembo e la questione del 'volgare' , Neapel 1964, 1984
- La questione della lingua dal Bembo all'Accademia Fiorentina, Neapel 1965
- Letteratura cortigiana e imitazione umanistica nel primo Cinquecento, Neapel 1966,  2000
- Misure del classicismo rinascimentale, Neapel 1966, 1990
- Il primo tempo della lirica manzoniana, Neapel 1969
- Società e strutture narrative dal trecento al cinquecento, Neapel 1971
- Piani per una revisione della dialettica culturale nel primo Cinquecento, Neapel 1972
- Forma & Ideologia. Dante, Boccaccio, Straparola, Manzoni, Nievo, Verga, Svevo, Neapel 1974
- (mit Salvatore Battaglia) Rinascimento e Barocco, Florenz 1974 (Letteratura italiana 2)
- Conflitti di culture nel Cinquecento, Neapel 1977
- Giovanni Verga, Neapel 1985, 1990
- Il Rinascimento dei moderni. La crisi culturale del XVI secolo e la negazione delle origini, Bologna 1985
- Pirandello nel romanzo europeo, Bologna 1987, 1995
- (mit anderen) Effetto Sterne. La narrazione umoristica in Italia da Foscolo a Pirandello, Pisa 1990
- (Vorwort) Conteurs italiens de la Renaissance, 2 Bd., Paris 1993 (Bibliothèque de la Pléiade)

### Postum
- All'ombra di Dioneo. Tipologie della novella da Boccaccio a Bandello, hrsg. von Matteo Palumbo, Florenz 1996
- Rinascimenti in transito, hrsg. von Amedeo Quondam, Rom 1996
- Stagioni dell'apocalisse. Verga. Pirandello. Svevo, Turin 1998
- Il fantasma di Yorik, hrsg. von Matteo Palumbo, Neapel 2006
- L'albero dell'Eden. Dante tra mito e storia, hrsg. von Stefano Jossa, Rom 2007

### Herausgebertätigkeit (Auswahl)
- Italo Svevo, Scritti su Joyce, Parma 1986
- Tobias Smollett, La spedizione di Humphry Clinker,  Turin 1987
- (Übersetzer) Laurence Sterne, Un viaggio sentimentale, Neapel 1991
- Luigi Pirandello, Il fu Mattia Pascal, Turin 1993
- Giovanni Verga, Mastro-don Gesualdo, Turin 1993
- Luigi Pirandello, Uno, nessuno e centomila, Turin 1994
- Luigi Pirandello, L'esclusa, Turin 1995